# Danielle Collobert
Danielle Collobert est une écrivaine française, née à Rostrenen (France) le 23 juillet 1940 et morte à Paris le 24 juillet 1978. Elle a publié plusieurs livres faisant partie d'un même ensemble qui a été rassemblé par Françoise Morvan avec un grand nombre de textes inédits. 
Ses œuvres complètes ont été publiées aux éditions P.O.L en deux volumes suivis d'une notice biobibliographique d'où proviennent les informations qui suivent.

## Biographie
Le texte qui suit reproduit le texte publié par Françoise Morvan à la fin des Œuvres de Danielle Collobert  aux éditions POL :
« Sa mère, institutrice, étant nommée dans un village voisin de Rostrenen, elle vit chez ses grands-parents, où sa mère et sa tante reviennent dès qu’elles le peuvent.Toutes deux entrent dans la Résistance.
En 1942, son père part en zone libre et s’engage dans l’Armée secrète. Elle ne le reverra qu’à la Libération. Le 9 août 1943, sa tante est arrêtée par la Gestapo. Déportée à Ravensbrück, elle ne revient, elle aussi, qu’à la Libération.
En 1945, sa famille part pour Paris. Son père entre au ministère de l’Air. Sa mère est institutrice à Belleville.
Elle commence en 1956, à écrire son « cahier » avec des textes en prose et des poèmes.
En 1961, ayant abandonné ses études, puis renonce à l’École normale où elle venait d’être reçue, elle travaille à la galerie Hautefeuille et y écrit Totem, ainsi que plusieurs textes de Meurtre.
En avril, elle publie Chant des guerres chez Pierre-Jean Oswald (quelques années plus tard, elle détruira le tirage de ce premier livre).
Sa vie fondée sur le refus de toute oppression, elle s’engage dans un réseau de soutien au FLN. Forcée de quitter la France en raison de ses activités politiques elle doit se réfugier en Italie puis collabore à Révolution africaine.
En mai 1968, elle adhère à l’Union des écrivains. Elle se trouve en Tchécoslovaquie au moment où les chars soviétiques envahissent le pays.
Après de nombreux voyages dans le monde entier, elle se donne la mort le lendemain de son 38e anniversaire dans un hôtel de la rue Dauphine à Paris. »

## Œuvres
- Meurtre, Gallimard, Paris, 1964.
- Des nuits sur les hauteurs,  en collaboration avec Uccio Esposito Torrigiani, éditions Denoël, préface d’Italo Calvino, 1971
- Dire : I-II :+un-deux+, Paris, Seghers : Laffont, 1972, collection Change, série rouge.
- Il donc, Seghers-Laffont, col. Change, Paris, 1976.
- Survie, Éditions Orange Export Ltd, 1978.
- Cahiers, Seghers-Laffont, 1983 (édités et présentés par Uccio Esposito-Torrigiani).
- Recherche, Fourbis, 1990.
- Chants des guerres, Éditions P.-J. Oswald, 1961 (puis Éditions Calligrammes, Quimper, 1999).
- Polyphonie, France Culture, 1973.
- Discours, en collaboration avec Uccio Esposito Torrigiani. Saarländischer Rundfunk, 1976
- Bataille, en collaboration avec Uccio Esposito Torrigiani, France Culture, 2001.

Tous ces textes sont repris dans l'édition des œuvres complètes :
- Œuvres I, P.O.L, 2004 (Meurtre, Dire I-II, Il Donc, Survie), édition préparée et présentée par Françoise Morvan, préface de Jean-Pierre Faye.
- Œuvres II, P.O.L, 2005, édition préparée et présentée par Françoise Morvan, avec « Suite & fin » d'Uccio Esposito-Torrigiani et notice biographique de Françoise Morvan.

En anthologies :
- 23 poètes de Bretagne aujourd'hui, un état des lieux, Jacques Josse, éditions Ubacs, 1989
- Poétique Bretagne, une anthologie de 32 poètes, Alain-Gabriel Monot, Keltia Graphic / Coop Breizh, 2003
- Les singularités du pluriel, 101 poètes, 101 éditeurs (1967-2003) , Jean-Pierre Sintive, Médiathèque de Cavaillon, 2003
- Proses de Bretagne, Alain-Gabriel Monot, éditions La Part Commune, 2006
- Anthologie de la poésie en Bretagne au XXe siècle, Calligrammes, 2019, 344 p., 15 × 21 cm (ISBN 978-2-8696-5199-9)

## Traduction
- Giuseppe Bonaviri, Des nuits sur les hauteurs, Denoël, 1971 (préface d'Italo Calvino).